# Herminia fentoni
Herminia fentoni är en fjärilsart som beskrevs av Butler 1879. Herminia fentoni ingår i släktet Herminia och familjen nattflyn. Inga underarter finns listade i Catalogue of Life.